# Зельцах
Зельцах (нем. Selzach) — коммуна в Швейцарии, в кантоне Золотурн. 
Входит в состав округа Леберн. Население составляет 2998 человек (на 31 декабря 2007 года). Официальный код — 2556.

## Административное деление

### Населённые пункты
- Альтрой